# Kim Ho-gun
Kim Ho-gun (...) è un ex calciatore nordcoreano.